# ماسكيلينيت
الماسكيلينيت هو مادة زجاجية توجد في بعض النيازك والحفر التي تُسببها النيازك. تتشابه العينات النموذجية في تكوينها مع فلسبار بلاجيوكليز. سُمي على اسم عالم الجيولوجيا البريطاني نيفيل ستوري ماسكيلين.
نظراً لأن الماسكيلينيت (مثل الزجاج البركاني) يفتقر إلى ترتيب منظم للذرات؛ فإنه لا يعتبر معدناً من قبل علماء الجيولوجيا، ولم يتم إدراجه في قائمة المعادن من قبل جمعية المعادن الأمريكية.

## تاريخ
عُثر على الماسكيلينيت عليه لأول مرة في نيزك شرغوتي من قِبل العالِم غوستاف تشيرماك، ووصف أنه زجاج متناحي الخواص من أصل غير معروف مع تكوين قريب من لابرادوريت. كما عُثر عليه أيضاً في نيازك المريخ والكوندريت. في عام 1963، أنتج ميلتون ودي كارلي ماسكيلينيت يُشبه الزجاج عن طريق تعريض حجر الغابرو لموجة صادمة مُتفجرة.

## الأصل
في البداية، كان يُعتقد أن الماسكيلينيت ناتج عن تحول الحالة الصلبة للبلاجيوكليز إلى زجاج بواسطة موجة صدمة مُنخفضة الضغط نسبياً (250 إلى 300 كيلوبار) ودرجة حرارة مُنخفضة (350درجة مئوية)، كما في تجربة ميلتون ودي كارلي. منذ عام 1997، تم تغيير هذه الفرضية، والان يُعتقد أن الزجاج يتكون من إخماد ذوبان المعادن الكثيفة الناتج عن موجات الصدمة ذات الضغط العالي.

## روابط خارجية
- Maskelynite page at mindat.org
- Dho-378 - Late Martian Magmatic Differentiate